# Skupštinski dom Kiribatija
Skupštinski dom Kiribatija (engl.: House of Assembly of Kiribati, gilb.: Maneaba ni Maungatabu) je zakonodvano jednodomno tijelo u političkom sustavu Kiribatija koje svojom ulogom i vlastima odgovara parlamentu u europskim političkim sustavima. Njegov rad propisan je Ustavom iz 1979. godine.
Ima ukupno 62 zastupnika, od koja se 44 biraju izravno. Obvezni članovi svakoga saziva Skupštine jesu zastupnik po službi (državni tužitelj) i zastupnik iz redova poluautonomnoga otoka Banaba. Zastupnički mandat traje četiri godine. Predsjedatelja Skupštine postavlja stranka s većinom zastupnika, a nosi naslov predsjednika Skupštine.
Zgrada Skupštine nalazi se na otoku Južna Tarawa, u mjestu Ambo.